# Unbreakable: The Greatest Hits, Vol. 1
Unbreakable: The Greatest Hits, Vol. 1 — альбом лучших песен ирландской поп-группы Westlife, вышедший в 2002 году. Альбом дебютировал на первой строчке британского хит-парада спустя неделю после релиза и занял девятую строчку в списке альбомов-бестселлеров Соединённого Королевства в 2002 году. Продажи пластинки только в Великобритании приблизились вплотную к 1,5 миллиону экземпляров. Общее количество проданных копий превысило отметку в 5 миллионов.
Альбом включает 19 треков, в том числе 13 композиций уже ставших хитами (10 из которых являются синглами № 1 в Великобритании), а также 6 новых песен: «Unbreakable», «Written in the Stars», «How Does It Feel», «Tonight», «Love Takes Two» и «Miss You Nights».

## Список композиций
| № п/п        | Название                                                                     | Авторы                                                     | Продолжительность |
| ------------ | ---------------------------------------------------------------------------- | ---------------------------------------------------------- | ----------------- |
| 1            | Swear It Again (Radio Edit)                                                  | Steve Mac, Wayne Hector                                    | 4:07              |
| 2            | If I Let You Go (Radio Edit)                                                 | Jörgen Elofsson, Per Magnusson, David Kreuger              | 3:41              |
| 3            | Flying Without Wings                                                         | Steve Mac, Wayne Hector                                    | 3:36              |
| 4            | I Have a Dream (Remix)                                                       | B. Andersson, B. Ulvaeus                                   | 4:15              |
| 5            | Fool Again (2000 Remix)                                                      | Jörgen Elofsson, Per Magnusson, David Kreuger              | 3:40              |
| 6            | Against All Odds (Take a Look at Me Now) (дуэт с Мэрайей Кэри)               | Phil Collins                                               | 3:21              |
| 7            | My Love (Radio Edit)                                                         | Jörgen Elofsson, Pelle Nylén, David Kreuger, Per Magnusson | 3:53              |
| 8.1          | I Lay My Love on You (Международная версия альбома)                          | Jörgen Elofsson, Per Magnusson, David Kreuger              | 3:29              |
| 8.2          | What Makes a Man (Single Mix) (Версия альбома для Великобритании и Ирландии) | Steve Mac, Wayne Hector                                    | 3:32              |
| 9            | Uptown Girl (Radio Edit)                                                     | Billy Joel                                                 | 3:07              |
| 10           | Queen of My Heart (Radio Edit)                                               | McLaughlin, Robson, Mac, Hector                            | 4:19              |
| 11.1         | World of Our Own (U.S Mix) (Международная версия альбома)                    | Mac, Hector                                                | 3:28              |
| 11.2         | World of Our Own (Версия альбома для Великобритании и Ирландии)              | Mac, Hector                                                | 3:32              |
| 12           | Bop Bop Baby                                                                 | McFadden, Filan, Murphy, O’Brien                           | 4:30              |
| 13           | When You’re Looking Like That (Single Remix)                                 | Rami, Andreas Carlsson, Max Martin                         | 3:54              |
| 14           | Unbreakable (Single Remix)                                                   | Jörgen Elofsson, John Reid                                 | 4:33              |
| 15           | Written In The Stars                                                         | Nick Jarl, David Stenmarck, Andreas Carlsson               | 4:10              |
| 16           | How Does It Feel                                                             | McFadden, Filan, Romdhane, Larossi                         | 4:19              |
| 17           | Tonight                                                                      | S. Mac, W. Hector, Jörgen Elofsson                         | 4:32              |
| 18           | Love Takes Two                                                               | S. Mac, W. Hector                                          | 3:49              |
| 19           | Miss You Nights                                                              | Dave Townsend                                              | 3:22              |
| Bonus Tracks |                                                                              |                                                            |                   |
| 20.1         | Flying Without Wings (дуэт с BoA)                                            | Steve Mac, Wayne Hector                                    | 3:09              |
| 20.2         | Flying Without Wings (дуэт с Кристианом Кастро)                              | Steve Mac, Wayne Hector                                    | 3:36              |

Песня Flying Without Wings, записанная в дуэте с корейской певицей Квон Боа, вошла в качестве бонус-трека в азиатское издание альбома (трек № 20.1). Аналогичный дуэт с Кристианом Кастро был включен в релиз, подготовленный для испаноязычных стран.

## Синглы
| № п/п | Обложка                 | Название/ Дата релиза                 | Трек-лист | Примечание | Позиция в чартах    | Позиция в чартах | Позиция в чартах | Позиция в чартах | Позиция в чартах | Позиция в чартах | Позиция в чартах | Позиция в чартах | Позиция в чартах | Позиция в чартах | Позиция в чартах    |
| № п/п | Обложка                 | Название/ Дата релиза                 | Трек-лист | Примечание | Флаг Великобритании | Флаг Ирландии    | Флаг Швеции      | Флаг Норвегии    | Флаг Дании       | Флаг Швейцарии   | Флаг Нидерландов | Флаг Бельгии     | Флаг Австрии     | Флаг Германии    | Флаг Новой Зеландии |
| ----- | ----------------------- | ------------------------------------- | --- | --- | ------------------- | ---------------- | ---------------- | ---------------- | ---------------- | ---------------- | ---------------- | ---------------- | ---------------- | ---------------- | ------------------- |
| 1     |                         | Unbreakable 4 ноября 2002             | UK CD1 1. Unbreakable (Single Remix) 2. Never Knew I Was Losing You 3. World of Our Own (US Video) 4. Exclusive Band Footage UK CD2 1. Unbreakable (Single Remix) 2. Evergreen 3. World of Our Own (US Mix) 4. Westlife Fans Roll Of Honour | Вышедшая в качестве первого сингла с альбома, песня «Unbreakable» в своё время успела отметиться в Книге рекордов Гиннесса, как сингл, совершивший самый впечатляющий прорыв в истории британского хит-парада: со 196 строчки на первое место. Год спустя новый рекорд установила песня «Mandy» — ещё один сингл Westlife. В Великобритании «Unbreakable» получила серебряный статус и стала уже одиннадцатым хитом № 1 ирландского бой-бэнда. | 1                   | 1                | 5                | 9                | 6                | 41               | 19               | 10               | 23               | 14               | 44                  |
| 2     | Tonight/Miss You Nights | Tonight/Miss You Nights 24 марта 2003 | UK CD1 1. Tonight (Single Remix) 2. Miss You Nights (Single Remix) 3. Where We Belong 4. Tonight (Video) UK CD2 1. Tonight (Single Remix) 2. Tonight (12" Metro Mix) 3. Miss You Nights (Video)                                             | Двойной A-сингл, выпущенный 24 марта 2003 года, включал в себя треки «Miss You Nights» (кавер-версию песни Клиффа Ричарда) и «Tonight». Запись достигла 3 строчки UK Singles Chart и возглавила ирландский национальный хит-парад. | 3                   | 1                | 33               | —                | 10               | —                | 55               | —                | 58               | 47               | —                   |

## Позиция в чартах
| Страна         | Высшая позиция в чарте | Сертификация |
| -------------- | ---------------------- | ------------ |
| Великобритания | 1                      | 4x Платина   |
| Ирландия       | 1                      |              |
| Филиппины      | 1                      |              |
| Швеция         | 2                      | Платина      |
| Нидерланды     | 3                      |              |
| Дания          | 4                      |              |
| Новая Зеландия | 4                      |              |
| Германия       | 7                      |              |
| Норвегия       | 10                     |              |
| Австрия        | 14                     |              |
| Швейцария      | 14                     |              |
| Бельгия        | 27                     |              |